# Ващенок, Валентин Самсонович
Валентин Самсонович Ващенок (17 января 1931 — 24 января 2017) — российский паразитолог, доктор биологических наук (1983). Изучал биологию блох и участие их в распространении инфекционных заболеваний. Автор имеющей значительную научную ценность монографии «Блохи — переносчики возбудителей болезней человека и животных» (1988). Многие годы входил в редколлегию журнала «Паразитология».

## Биография
В 1954 году окончил кафедру зоологии позвоночных биолого-почвенного факультета ЛГУ. Работал зоологом на противочумных станциях. В 1967 окончил аспирантуру, получив учёную степень кандидата биологических наук. Старший научный сотрудник Лаборатории паразитологии Зоологического института РАН с 1978 года. До 2007 работал в этой же лаборатории уже ведущим научным сотрудником. Является автором более 70 научных работ и одной монографии.